# Frank D. Jackson
Frank Darr Jackson, född 26 januari 1854 i Wyoming County, New York, död 16 november 1938 i Redlands, Kalifornien, var en amerikansk republikansk politiker. Han var Iowas guvernör 1894–1896.
Jackson studerade juridik och inledde 1875 sin karriär som advokat i Iowa. Han var delstatens statssekreterare (Iowa Secretary of State) 1885–1891.
Jackson efterträdde 1894 Horace Boies som guvernör och efterträddes 1896 av Francis M. Drake. Efter sin tid som guvernör var Jackson verksam som affärsman inom försäkringsbranschen. År 1938 avled han 84 år gammal i Kalifornien.